# Fryderyk Piotr Dunin
Fryderyk Piotr (Piotr Fryderyk) Dunin herbu Łabędź (ur. w 1740 roku – zm. 27 marca 1788 roku) – generał major wojska koronnego w 1758 roku, starosta zatorski od 1744 roku, poseł z księstw oświęcimskiego i zatorskiego na sejm koronacyjny 1764 roku, poseł księstw oświęcimskiego i zatorskiego na Sejm Repninowski.  

## Życiorys
W czasie elekcji 1764 roku jako poseł zatorski na sejm elekcyjny został sędzią generalnego sądu kapturowego.
W 1768 roku wyznaczony ze stanu rycerskiego do Asesorii Koronnej. W 1778 roku był członkiem krakowskiej Komisji Dobrego Porządku.
W 1781 roku został kawalerem Orderu Świętego Stanisława. 